# 片岡村 (群馬県)
片岡村（かたおかむら）は、群馬県の中部、群馬郡に属していた村である。

## 地理
- 河川：烏川、碓氷川

## 歴史
- 1889年（明治22年）4月1日 町村制施行により、石原村、乗附村、寺尾村が合併し片岡郡片岡村が成立する。
- 1896年（明治29年）4月1日 郡統合（西群馬郡と片岡郡の統合）により群馬郡に属する。
- 1927年（昭和2年）4月1日 塚沢村とともに高崎市へ編入される。